# Chaenogobius heptacanthus
Chaenogobius heptacanthus es una especie de peces de la familia de los Gobiidae en el orden de los Perciformes.

## Morfología
Los machos pueden llegar a alcanzar los 7 cm de longitud total.

## Distribución geográfica
Se encuentra en la Península de Corea, Japón y Rusia.

## Observaciones
Es inofensivo para los humanos.